# Mireya Baltra
Mireya Baltra Moreno (Santiago, 25 de febrero de 1932-ibídem, 17 de abril de 2022) fue una socióloga, reportera, suplementera y política chilena, miembro del Partido Comunista (PC). Se desempeñó como regidora por Santiago (1963-1967), diputada —entre 1969 y 1972; y luego entre mayo-septiembre de 1973— por la misma comuna, y ministra del Trabajo y Previsión Social — siendo la primera mujer en ocupar este puesto — durante el gobierno del presidente socialista Salvador Allende, entre junio y noviembre de 1972.

## Familia y estudios
Hija de José Baltra Baltra y María Moreno Cabezas (originaria de Yumbel), suplementeros de diarios y revistas del centro de Santiago. Su padre creció analfabeto, hasta que realizó el servicio militar; fue miembro del Partido Radical (PR). Su infancia transcurrió entre el conventillo que habitaba y las pilas de diarios.
Realizó sus estudios primarios en el Liceo Manuel de Salas, y los secundarios en el Liceo N.° 5 de Niñas de Santiago. Desde pequeña atendió junto a sus padres el quiosco que tenían en la intersección de las calles Ahumada con Agustinas. Debido a los problemas económicos familiares, se estableció en 1954 por cuenta propia en la venta de periódicos, con su quiosco ubicado en las calles Matías Cousiño con Moneda que, según ella, fue su «propio mirador de observaciones sociales».
Estuvo casada con Reinaldo Morales Peterson, con quien tuvo cuatro hijos: María Odette (orientadora), Roberto, Ricardo y Romanina (abogada).

## Carrera profesional
En el ámbito profesional, trabajó como reportera de la revista Vea entre 1948 y 1950, y fue columnista del diario El Siglo entre 1960 y 1964. «La mujer como fuerza política» fue el primer artículo que entregó a este diario. También escribió en El Espectador y Las Noticias de Última Hora. Hacia fines de la década de 1990 fue miembro del Consejo Editorial de Crónica digital, donde escribió artículos sobre temas políticos contingentes e históricos.

## Carrera pública

### Sindicalista y ascenso en política
Como vendedora de diarios, ingresó al Sindicato de Suplementeros, con una marcada espíritu combativo, que dejó impronta en ella. Elegida encargada del Departamento Femenino del sindicato, siendo promovida a la Federación Nacional de Suplementeros. Finalmente en 1962, su carrera sindical fue coronada con el ingreso a la dirigencia de la Central Unitaria de Trabajadores (CUT).
En 1963 fue elegida regidora por la comuna de Santiago, siendo reelecta en 1967 y ejerciendo hasta 1968. En 1967 asumió la presidencia del Comando Nacional de Jardines Infantiles, que años más tarde dio origen a la Junta Nacional de Jardines Infantiles (JUNJI), creada por la ley n.º 17.301, despachada en las postrimerías del gobierno del presidente Eduardo Frei Montalva. Dos años después, en 1969, asumió como miembro del Comité Central del Partido Comunista.

### Diputada y ministra de Estado de Salvador Allende

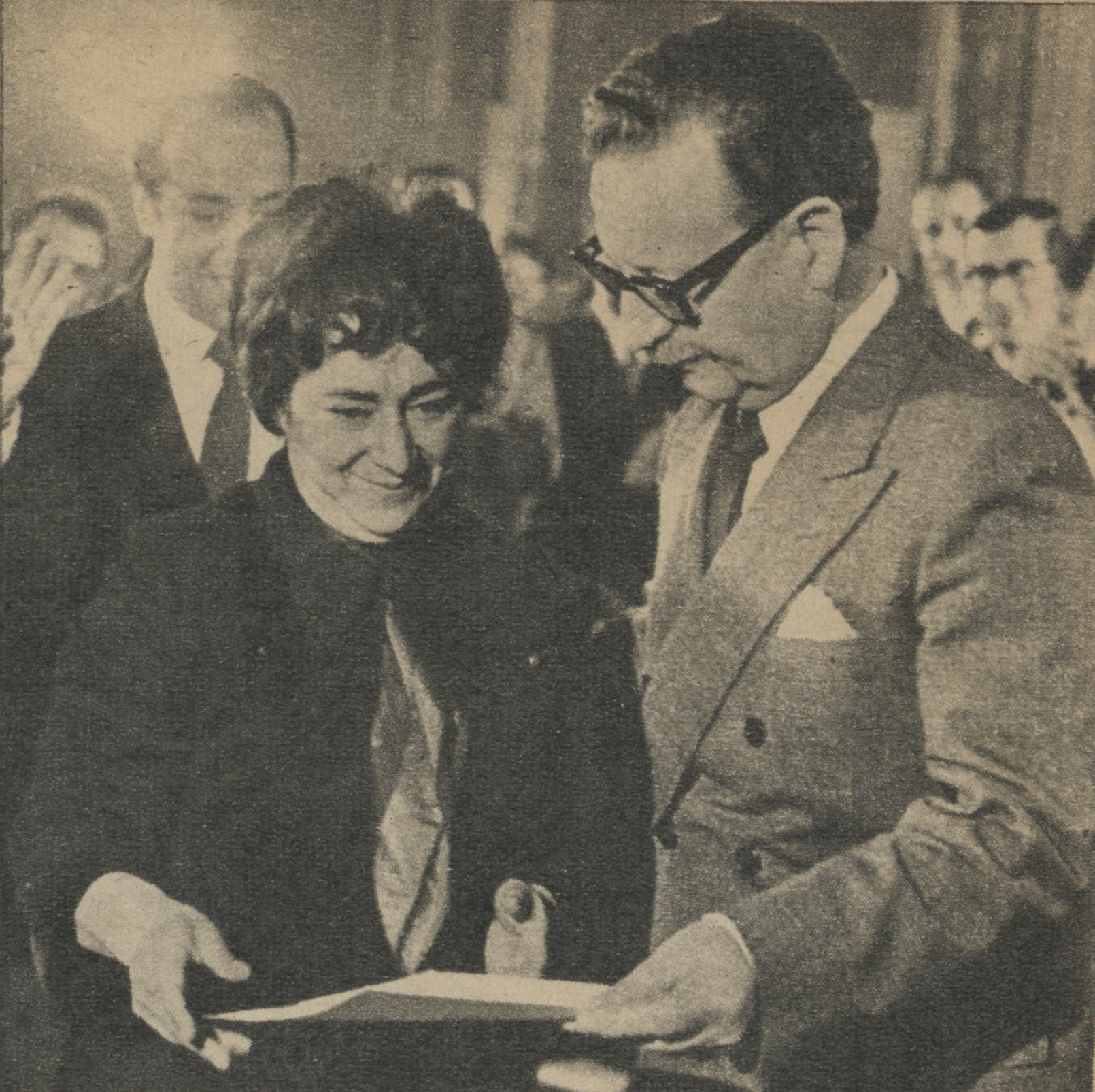
Mireya Baltra junto a Salvador Allende.

En las elecciones parlamentarias de 1969 fue elegida como diputada por la 7.ª Agrupación Departamental de Santiago, correspondiente al 1° distrito, por el período legislativo 1969-1973. En esa ocasión integró la Comisión Permanente de Vivienda y Urbanismo; la de Hacienda; la de Educación Pública; la de Trabajo y Seguridad Social y la de Gobierno Interior. Durante su gestión parlamentaria trabajó para la aprobación de la «Ley de Previsión Social» que debía beneficiar a los suplementeros, las monjas, los curas, los pescadores artesanales y los pequeños comerciantes. Además, entre las mociones que se convirtieron en ley de la República están la Ley N.º 17.423, del 13 de abril de 1971, que otorgó calidad jurídica de obreros a las empleadas domésticas; y la Ley N.° 17.412, de marzo de 1971, que otorga títulos de dominio a ocupantes de la población Nueva Matucana.
En 1971 participó, junto al Partido Socialista (PS), en la creación del Frente de Mujeres de la Unidad Popular (UP), ocupando el cargo de secretaria general, mientras que la senadora del PS María Elena Carrera Villavicencio ejerció como presidenta.
Su labor parlamentaria se vio interrumpida de forma anticipada en 1971, ya que el presidente de la República Salvador Allende Gossens la designó de forma interina, como ministra del Trabajo y Previsión Social, entre el 2 de junio y el 24 de julio de dicho año. Fue la primera mujer en integrar el gobierno de la UP. Volvió a ejercer como ministra del Trabajo y Previsión Social, ahora como titular, entre el 17 de junio y el 2 de noviembre de 1972, renunciando definitivamente a su cargo de diputada.
En las elecciones parlamentarias de marzo de 1973, fue reelegida como diputada esta vez por la 8.ª Agrupación Departamental (correspondiente a los departamentos de Melipilla, San Antonio, San Bernardo y Maipú), por el periodo 1973-1977. En ese periodo fue diputada reemplazante en la Comisión Permanente de Gobierno Interior. Sin embargo, su legislatura una vez más se vio cortada, esta vez de forma definitiva, por el golpe militar del 11 de septiembre de 1973 que puso término anticipado al período; el decreto ley n° 27, de 21 de septiembre de ese año, disolvió el Congreso Nacional y declaró cesadas las funciones parlamentarias a contar de la fecha.

### Persecución y exilio durante la dictadura militar de Augusto Pinochet

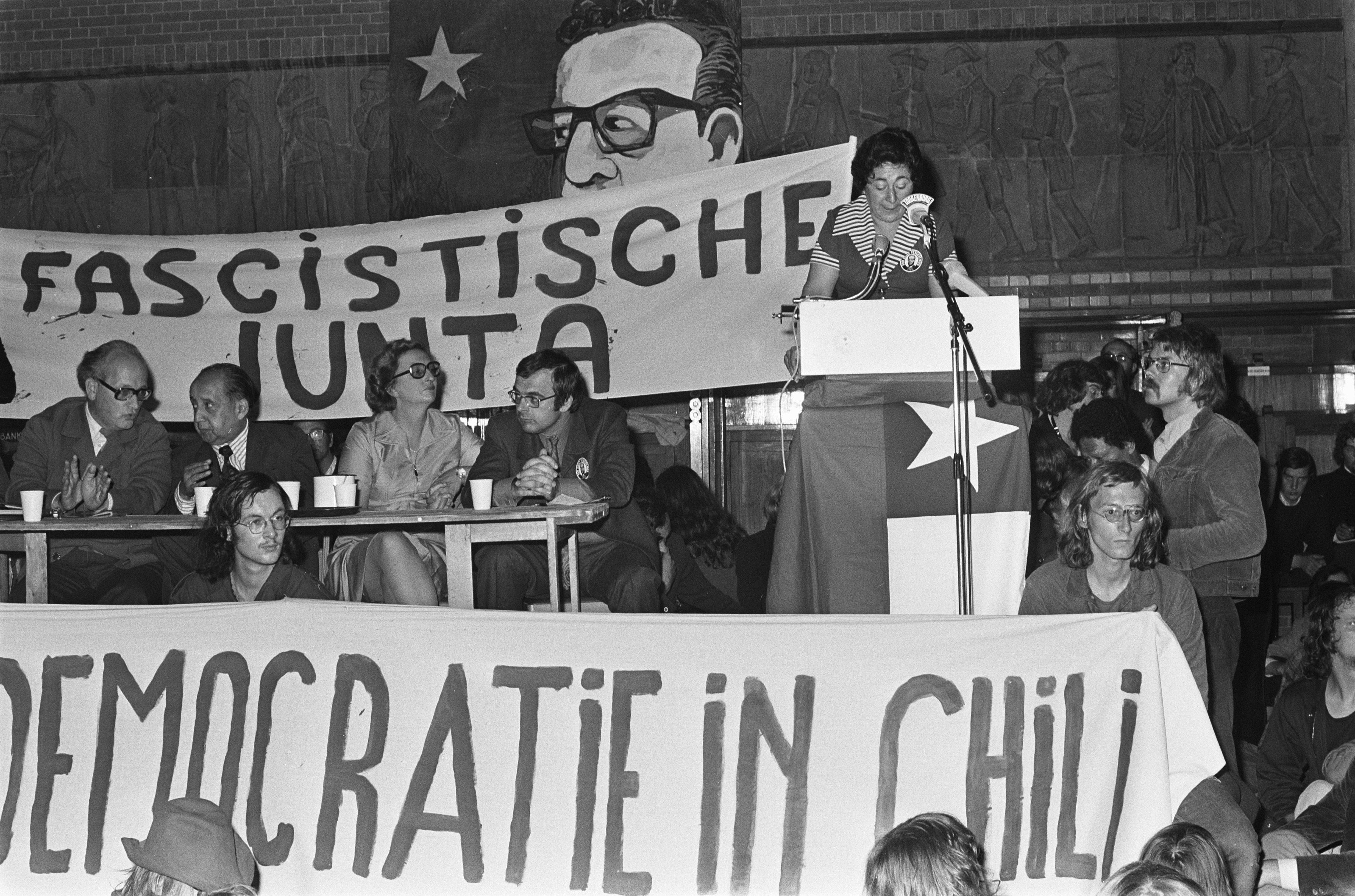
Mireya Baltra pronunciando un discurso en una manifestación en Ámsterdam, a un año del golpe de Estado.

Desde los primeros días del golpe de Estado del 11 de septiembre de 1973 la dictadura emitió bandos en los cuales Mireya Baltra, junto a otras destacadas mujeres del gobierno de la Unidad Popular (UP), fueron llamadas a presentarse en el Ministerio de Defensa Nacional bajo amenaza de “atenerse a las consecuencias” si se negaban a dicha orden. La dirección del Partido Comunista de Chile decidió que se asilara en la embajada de los Países Bajos junto con Gladys Marín, diputada y secretaria general de las Juventudes Comunistas de Chile; Julieta Campusano, senadora; y Orlando Millas, ministro de Hacienda del gobierno de Allende. Los dirigentes permanecieron asilados en esa sede diplomática durante nueve meses.
En 1974 partió al exilio, llegando primero a los Países Bajos y posteriormente se trasladó a Checoslovaquia. En Praga asume el cargo de secretaria general del Comité Sindical Internacional de Solidaridad con Chile. Después de nueve años viajó en la misma condición de exiliada a Cuba, asumiendo el cargo de secretaria ejecutiva del Frente Continental de Mujeres contra la intervención, junto a Vilma Espín, presidenta de la Federación de Mujeres Cubanas (FMC).
El 20 de marzo de 1987, junto a Julieta Campusano, ingresó clandestinamente a Chile atravesando la cordillera de los Andes a caballo por el paso Tronador, acompañadas por arrieros y dirigentes del Partido Comunista Argentino. Anteriormente había intentado entrar al país junto a otros exiliados; dos intentos en avión los cuales fueron devueltos a Argentina y el último por el túnel las Cuevas que cruza desde Argentina a Chile. Veintiún exiliados chilenos fueron detenidos, golpeados y devueltos a Argentina por agentes de la Central Nacional de Informaciones (CNI) y Carabineros de Chile.

### Retorno a Chile

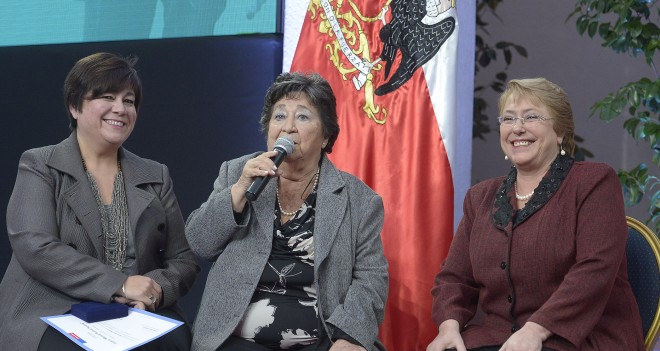
Baltra (al centro) recibiendo el premio Manuel Bustos Huerta de manos de la presidenta Michelle Bachelet en 2015.

A su llegada a Chile, el 12 de mayo de 1987 Campusano y Baltra se presentaron ante los tribunales de justicia, acompañadas de los abogados Enrique Krauss y Jaime Castillo Velasco, quienes presentan en favor de ellas un habeas corpus (recurso de amparo). La dictadura militar las relega, enviando a Campusano primero a Sierra Gorda y después a Camiña —en el norte de Chile— y a Baltra a Puerto Aysén, al sur del país. Su relegación finalizó el 17 de julio del mismo año, retornando a Santiago 6 días después.
Al volver a Santiago, se incorpora a la lucha contra la dictadura militar. Fue detenida luego de una conferencia de prensa clandestina, junto a José Sanfuentes, Américo Zorrilla y Guillermo Scherping. En su detención fue aplicada la Ley de Seguridad del Estado y fue acusada de asociación ilícita por un magistrado de la Corte de Apelaciones, sentenciándola a prisión, pena que debió cumplir en la Cárcel de Mujeres ubicada en la calle Santo Domingo en Santiago.
En la década de 1990, siempre apoyada por el Partido Comunista, intentó retomar la actividad parlamentaria en las elecciones de diputados de 1993 y de senadores de 1997, pero en ambas fue derrotada.
Falleció el 17 de abril de 2022 a la edad de 90 años.

## Reconocimientos
- «Trayectoria a la Mujer Mayor», otorgado por el Servicio Nacional del Adulto Mayor el 30 de octubre de 2008, ceremonia celebrada en el Museo Histórico Nacional.[2]
- «Premio Manuel Bustos Huerta», otorgado por el Gobierno de Chile el 11 de mayo de 2015.[8]

## Obra escrita
- «Presidente y médico». En: Lawner, Miguel; Soto, Hernán; Schatan W., Jacobo. Salvador Allende: presencia en la ausencia (2008).
- Mireya Baltra: del quiosco al Ministerio del Trabajo (2014).

## Historial electoral

### Elecciones parlamentarias de 1969
- Elecciones parlamentarias de 1969 para la 7.ª Agrupación Departamental, Santiago.[9]

(Se consideran sólo once primeras mayorías, sobre 18 diputados electos)

### Elecciones parlamentarias de 1973
- Elecciones parlamentarias de 1973 para la 8.ª Agrupación Departamental, Melipilla, San Antonio y San Bernardo.[10]

### Elecciones municipales de 1992
- Elecciones municipales de 1992, para la alcaldía de La Florida[11]

### Elecciones parlamentarias de 1993
- Elecciones parlamentarias de 1993, candidata a diputada por el distrito 15 (San Antonio), V Región de Valparaíso[12]

### Elecciones parlamentarias de 1997
- Elecciones parlamentarias de 1997, candidata a senadora por la Circunscripción 8, Santiago Oriente[13]